# Horst Meier (Feuerwehrmann)
Horst Meier (* 21. November 1929; † 15. Februar 1994) war ein deutscher Brandschutzingenieur und Feuerwehrmann. Er war von 1970 bis 1990 der vierte Leiter der Feuerwehr Ost-Berlins. In seine Amtszeit fiel der Fall der Berliner Mauer.

## Werdegang
Über die frühen Jahre Horst Meiers ist nur wenig bekannt. Er absolvierte nach seiner Schulzeit eine Lehre als Tischler und trat 1946 der Freiwilligen Feuerwehr Aue bei.
Im Juli 1950 begann Meier in der damaligen DDR seine Laufbahn bei der Berufsfeuerwehr als Verwaltungsinspektor, die kurz zuvor als Dienstzweig der Deutschen Volkspolizei dem Ministerium des Innern unterstellt worden war. Ab 1951 war er Referatsleiter im Bereich des Vorbeugenden Brandschutzes.
Nach einer Verwendung als Brandursachenermittler, eine Aufgabe, die in der ehemaligen DDR durch die Feuerwehr wahrgenommen wurde, qualifizierte sich Meier an der Feuerwehrschule Reinhardsbrunn für die feuerwehrtechnische Laufbahn. Nach Abschluss seiner Ausbildung übernahm Meier den Posten des Leiters des Kommandos Schwarzenberg, ehe er 1953 in Aue eine Referatsleiterstelle übernahm. Nur ein Jahr später wechselte er als Referatsleiter Vorbeugender Brandschutz und stellvertretender Abteilungsleiter in die Bezirksbehörde der Volkspolizei (BDVP) in Karl-Marx-Stadt.
Nach einem Fernstudium zum Brandschutzingenieur an der Zentralen Lehranstalt der Volkspolizei in Lockwitz, wurde Meier als Hauptmann im Januar 1961 zunächst stellvertretender Leiter der Feuerwehr in der BDVP Dresden und noch im selben Jahr Abteilungsleiter der Feuerwehr in Erfurt. Zudem wurde er zum Major befördert.

### Leiter der Ost-Berliner Feuerwehr (1970–1990)
Der Ost-Berliner Feuerwehrchef Rudi Mösch versuchte, durch Einführung eines „Berliner Modells“ die Verantwortung und Steuerung seiner Behörde im Wesentlichen in der Zuständigkeit des Leiters F im Präsidium der Volkspolizei zu fokussieren. Mösch plante, die Feuerwehr aus der restriktiven Unterstellung der Volkspolizei zu lösen. Das Innenministerium stoppte dieses Vorhaben aber aus politischen Gründen und versetzte Mösch im Juni 1970 vorzeitig in den Ruhestand.
Horst Meier wurde daraufhin am 1. November 1970 als Leiter F zum neuen Behördenchef der Ost-Berliner Feuerwehr ernannt und zugleich zum Oberst befördert. Seine Hauptaufgabe lag zunächst darin, alle durch Mösch eingeleiteten Maßnahmen wieder zurückzuführen. Meier, der Mitglied der Einheitspartei SED war, erhielt den Parteiauftrag, die Feuerwehr wieder stärker in die Volkspolizei zu integrieren.
Als neuer Feuerwehrchef konzentrierte er sich weiter auf die Verbesserung im Bereich der Brandbekämpfung. Der Rettungsdienst und auch die Technische Hilfeleistung lagen in der DDR nicht in der Zuständigkeit der Feuerwehr und wurden durch das Rettungsamt und die Volkspolizei bedient. Sehr früh ließ Meier Experimente mit Leichtschaum durchführen und ein neu konzipiertes Strahlrohr entwickeln. Zudem gab es große Erfolge im Bereich des Abgaslöschverfahrens, das bei Großbränden in Industrieanlagen oder von Düsentriebwerken von MiG-Kampfjets Anwendung fand.
1982 ließ Meier den Speziellen Rettungsdienst (SRD) aufbauen, der sich für Einsätze in Höhen und Tiefen qualifizierte und Grundlagen der Bergrettung nutzte. Das Konzept war derart erfolgreich, dass 1986 in der DDR eine flächendeckende Einführung erfolgte. Kurze Zeit später wurde der SRD in Höhenrettung umbenannt. Es handelte sich um die erste behördliche Einrichtung dieser Art auf deutschem Boden, weshalb sie als Vorläufer des heutigen Höhenrettungsdienstes von Feuerwehren und Hilfsorganisationen gilt.
Unter Meiers Amtszeit ließ sich die Feuerwehr Ost-Berlins aber auch politisch instrumentalisieren. Nach einem plötzlichen Anstieg von Wohnungsbränden kündigte er im November 1987 an, gemeinsam mit Volkspolizisten und städtischen Bediensteten, private Haushalte brandschutzrechtlich begehen und prüfen zu wollen. Ob diese Aktion tatsächlich durch den Staatssicherheitsdienst veranlasst und als getarnte Maßnahme vollzogen wurde, ist nicht überliefert.

### Mauerfall (1989)
Für Horst Meier vollkommen unerwartet, öffnete die DDR am 9. November 1989 ihre Grenzen. Für die Feuerwehren Ost- und West-Berlins begannen Wochen, in denen die politische und gesellschaftliche Entwicklung nicht absehbar war. Innerhalb der Freiwilligen Feuerwehren beider Stadthälften gab es auf private Initiativen hin bereits zeitnah erste Kontakte. Offizielle Treffen zwischen den beiden Feuerwehren blieben aber zunächst aus.
Am 13. Dezember 1989 gab es einen ersten privaten Kontakt zwischen Meier und dessen West-Berliner Amtskollegen Landesbranddirektor Wolfgang Scholz. Beide Feuerwehrchefs trafen sich auf Initiative von Freiwilligen Feuerwehren in einem Dienstgebäude des Deutschen Roten Kreuzes im damaligen West-Bezirk Wilmersdorf.
Im Rahmen dieses persönlichen Kennenlernens wurde auch vereinbart, die im September 1966 gekappte Kommunikations- und Fernschreibverbindung zwischen den beiden Feuerwehren Berlins wieder in Betrieb zu nehmen. Hierzu wurde der Ost-Wehr am 22. Dezember 1989 am Grenzübergang Invalidenstraße ein 100-Kanal-Funkgerät übergeben, das paradoxerweise erstmals zur Übermittlung von Weihnachtsgrüßen genutzt wurde. Fortan war die drahtlose Verbindung zwischen den beiden Leitstellen wiederhergestellt.
Meier traf sich nunmehr regelmäßig mit Scholz, der die West-Berliner Feuerwehr seit Januar 1989 führte. Das erste offizielle Treffen erfolgte am 5. Januar 1990 in Ost-Berlin. Für Meier war erst ab Frühsommer 1990 absehbar, dass es zur Wiedervereinigung kommen könnte. Er trat der Entwicklung aber zunächst ablehnend entgegen und sprach sich insbesondere gegen die Herauslösung der Feuerwehr aus der Volkspolizei aus. Doch das DDR-Innenministerium entschied anders. Ende Februar 1990 musste Meier dem Landesbranddirektor offiziell mitteilen, dass die Ausgliederung zum 1. April 1990 vollzogen wird.
Zudem wurden bei der Ost-Berliner Feuerwehr die Strukturen der West-Behörde übernommen und auch Angleichungen bei Uniformen, Fahrzeugkennzeichnungen sowie Amtsbezeichnungen im Mai 1990 umgesetzt. Im Rahmen dieser Anpassung wurde Meier zum Branddirektor ernannt. Aus der Überzeugung, keine Zukunft in einer Gesamt-Berliner Feuerwehr zu haben, ließ sich Meier mit Ablauf des Juni 1990 in den Ruhestand versetzen.
Im Amt des Leiters der Ost-Berliner Feuerwehr folgte ihm Oberbrandrat Manfred Schäfer nach, der ihn bereits in der Zeit des Übergangs eng begleitet hatte.

## Privates
Horst Meier war verheiratet und blieb auch als Pensionär der Feuerwehr eng verbunden. Anfang 1994 besuchte er letztmals das Feuerwehrmuseum Berlin in Tegel und übergab historische Exponate aus seinem persönlichen Besitz.
Horst Meier starb im Februar 1994 an den Folgen einer Krebserkrankung.
Im Nachgang übergab seine Witwe dem Feuerwehrmuseum eine von Meiers Uniformen.